# 1900 în literatură
- 1899 în literatură — 1900 în literatură — 1901 în literatură

Anul 1900 în literatură a implicat o serie de noi cărți semnificative.

## Evenimente
- Ermete Novelli înființează Casa di Goldoni la Roma, în imitație a teatrului Comédie Française.
- decembrie: Apare la București revista politico-literară România ilustrată, sub conducerea lui Ion Rusu Abrudeanu. Va apărea cu întreruperi până în martie 1914.

## Cărți noi
- L. Frank Baum
  - The Magical Monarch of Mo

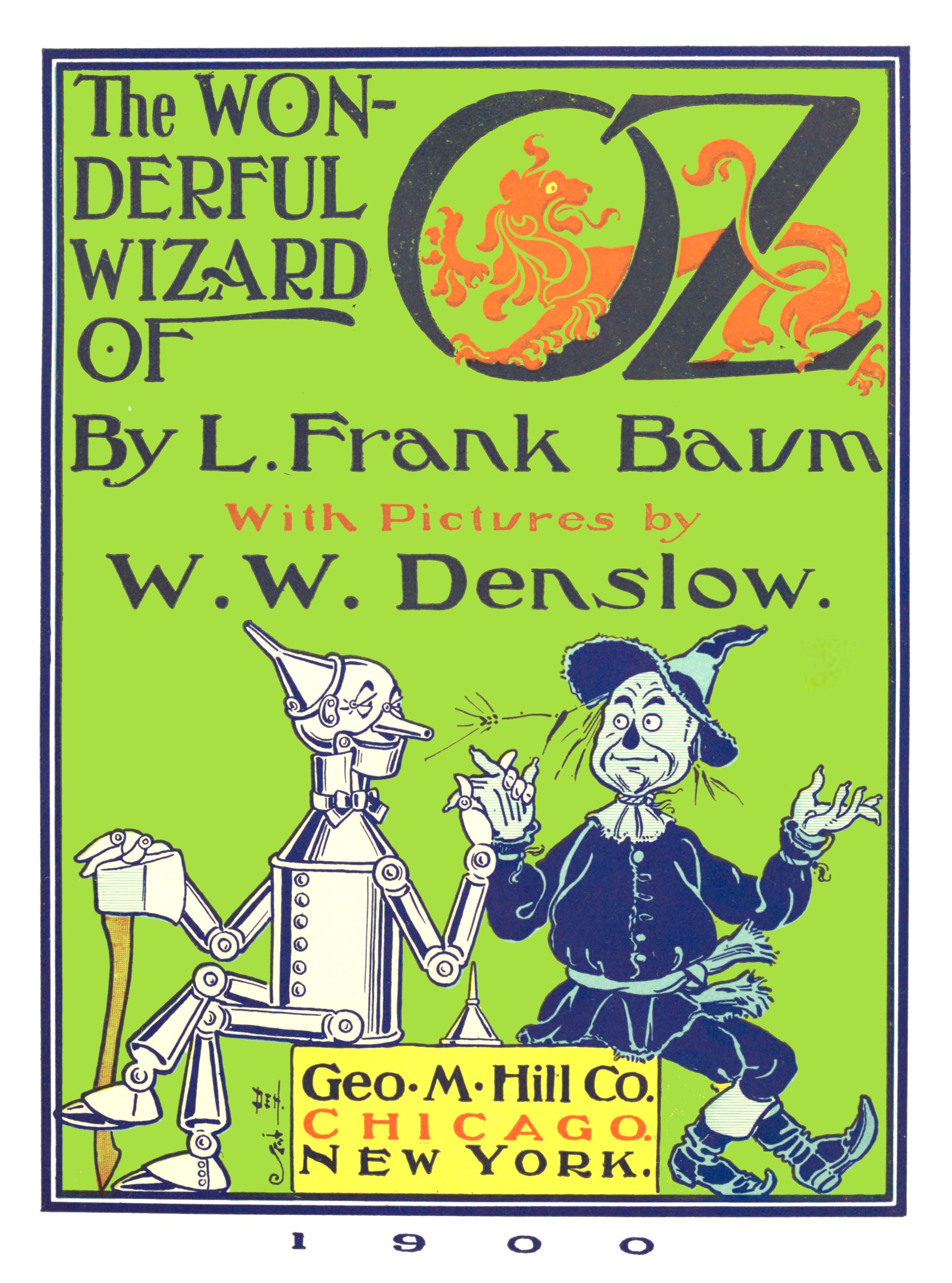
Prima copertă Vrăjitorul din Oz

  - The Wonderful Wizard of Oz (Vrăjitorul din Oz)
- Mary Elizabeth Braddon - The Infidel
- Colette - Claudine à l'école
- Joseph Conrad - Lord Jim
- Marie Corelli - The Master Christian
- Stephen Crane - Whilomville Stories
- Gabriele D'Annunzio - Il Fuoco (Focul Vieții)
- Theodore Dreiser - Sister Carrie
- Robert Grant - Unleavened Bread
- Jerome K. Jerome - Three Men on the Bummel
- Rudyard Kipling - Baa Baa, Black Sheep
- Octave Mirbeau - Le Journal d'une femme de chambre (Jurnalul unei cameriste)
- Bradford C. Peck - The World a Department Store
- Emilio Salgari - Le tigri di Mompracem
- Henryk Sienkiewicz - Krzyżacy (Cavalerul teuton)
- Booth Tarkington - Monsieur Beaucaire
- Jules Verne
  - The Will of an Eccentric
  - The Castaways of the Flag
- Mary Augusta Ward - Eleanor
- H. G. Wells - Love and Mr Lewisham
- Mary E. Wilkins Freeman - The Heart's Highway
- Samuel Marinus Zwemer - Arabia: Cradle of Islam[1]

## Teatru
- Anton Cehov - Дядя Ваня (Unchiul Vanya) (premiera)
- George Bernard Shaw - Captain Brassbound's Conversion
- Arthur Schnitzler  - Reigen (Dans)
- August Strindberg - The Dance of Death și Easter
- Puccini - Tosca , (premiera pe 14 ianuarie, la Roma)

## Poezie
- Oxford Book of English Verse 1250-1900 (editată de Arthur Quiller-Couch)
- G. K. Chesterton - The Wild Knight and Other Poems
- Ismail Hossain Shiraji - Anal Prabaha

## Non-ficțiune
- Arthur Conan Doyle - The Great Boer War
- The Nuttall Encyclopaedia- editată de enciclopedistul James Wood
- Sigmund Freud - The Interpretation of Dreams

## Nașteri
- 9 ianuarie: Henriette Yvonne Stahl, scriitoare română (d. 1984)
- 9 ianuarie - Emmanuel D'Astier, jurnalist (d. 1969)
- 15 ianuarie - William Heinesen, scriitor din insulele Faroe (d. 1991)
- 4 februarie - Jacques Prévert, poet francez (d. 1977)
- 19 februarie - Giorgos Seferis, poet (d. 1971)
- 22 februarie - Seán Ó Faoláin, scriitor de proză scurtă (d. 1991)
- 1 aprilie: Alexandru Al.Philippide, autor român (d. 1979)
- 19 aprilie - Richard Hughes, romancier (d. 1976)
- 24 aprilie - Elizabeth Goudge, romancier și scriitor pentru copii (d. 1984)
- 15 martie - Gilberto Freyre, autor brazilian (d. 1987)
- 1 mai - Ignazio Silone, romancier (d. 1978)
- 24 mai - Eduardo De Filippo, autor italian (d. 1984)
- 11 iunie - Leopoldo Marechal, scriitor argentinian (d. 1970)
- 29 iunie - Antoine de Saint-Exupéry, romancier (d. 1944)
- 18 iulie - Nathalie Sarraute, rus născut francofon, avocat și scriitor (d. 1999)
- 24 iulie - Zelda Fitzgerald, soția și inspirația lui F. Scott Fitzgerald (d. 1948)
- 1 septembrie: Henriette Yvonne Stahl, scriitoare română (d. 1984)
- 7 septembrie - Taylor Caldwell, romancier (d. 1985)
- 9 septembrie - James Hilton, romancier
- 16 octombrie - Edward Ardizzone, scriitor pentru copii și ilustrator (d. 1979)
- 8 noiembrie - Margaret Mitchell, autoarea a Gone with the Wind(Pe aripile vântului) (d. 1949)
- 19 noiembrie - Anna Seghers, romancier (d. 1983)
- 16 decembrie - V. S. Pritchett, scriitor de proză scurtă (d. 1997)

## Decese
- 20 ianuarie - Richard Doddridge Blackmore (n. 1825), scriitor englez.
- 29 ianuarie - John Ruskin, critic
- 31 ianuarie - John Sholto Douglas, al noulea marchiz de Queensberry, a avut un rol important în prăbușirea autorului și dramaturgului Oscar Wilde
- 23 februarie - Ernest Dowson, poet
- 23 aprilie - Charles Isaac Elton, istoric
- 3 iulie - Fernand Brouez, editor La Société Nouvelle
- 3 iunie - Mary Kingsley, scriitor de călătorii
- 4 iunie - Edwards Amasa Park, teolog
- 5 iunie - Stephen Crane (n. 1871), scriitor  american .
- 16 august - José Maria de Eça de Queiroz, romancier
- 25 august - Friedrich Nietzsche (n. 1844), filozof german.
- 2 septembrie: Aron Densușianu, istoric literar, poet și folclorist român (n. 1837)
- 28 august - Henry Sidgwick, filozof
- 30 noiembrie - Oscar Wilde, poet și dramaturg

## Premii
- x